# Master of Confusion
Master of Confusion è un EP della band power metal Gamma Ray pubblicato nel 2013.
Il disco è composto da 2 inediti a cui fanno seguito 2 cover (Holocaust e Sweet), le restanti 6 tracce sono registrate dal vivo allo Zeche Bochum in Germania e vedono ancora in formazione il batterista uscente Dan Zimmermann.

## Tracce
1. Empire of the Undead - 04:25
2. Master of Confusion - 04:55
3. Death or Glory (Holocaust cover) - 03:46
4. Lost Angels (Sweet cover) - 04:00
5. The Spirit - 04:22 (live)
6. Wings of Destiny - 06:18 (live)
7. Gamma Ray - 04:44 (live)
8. Farewell - 05:45 (live)
9. Time to Break Free - 04:55 (live)
10. Insurrection - 12:11 (live)

## Formazione
- Kai Hansen – voce e chitarra
- Henjo Richter – chitarra, cori, tastiera
- Dirk Schlächter – basso, cori
- Michael Ehré – batteria (1-4)

Musicisti Ospiti
- Dan Zimmermann - batteria (5-10)
- Michael Kiske – voce (9)